# 74 Regimiento de Puebla
El 74 Regimiento fue un equipo que participó en la Liga Mexicana de Béisbol con sede en Puebla, Puebla, México.

## Historia
El 74 Regimiento fue uno de los equipos fundadores del circuito, participó únicamente durante una temporada en la Liga Mexicana de Béisbol. Tenía su sede en Atlixco, Puebla, pero jugaba en la capital del estado. El equipo era patrocinado por el General Andrés Zarzosa quien era Jefe de Operaciones Militares en Puebla. Zarzosa logró conjuntar un equipo muy competitivo con los desconocidos nombres de "Javierito" López, "Chucho" Gamiz, Oscar Martínez, "Viejito" Miranda, Jorge Viñas, "Lolo" Correa y eran dirigidos por Jesús "Matanzas" Valdez. 
En el mes de septiembre el equipo fue trasladado a San Luis Potosí aunque seguía bajo el mando del general Zarzosa. Al finalizar la temporada quedaron dos equipos empatados en el primer lugar, el 74 Regimiento y el Club México con 10 ganados y 4 perdidos, por lo que se jugó una serie final a ganar tres de cinco partidos. El primer juego lo perdieron 12 carreras a 1, el segundo juego lo ganaron 5 carreras a 2, el tercero lo ganaron nuevamente 19 a 3 y el último juego lo disputaron en el Parque Franco Inglés donde se impusieron 12 carreras a 6 para convertirse en el histórico Primer Campeón de la naciente Liga Mexicana de Béisbol. El siguiente año el equipo se convirtió en los Tuneros de San Luis.